# Данді (Міннесота)
Данді (англ. Dundee) — місто (англ. city) в США, в окрузі Ноблс штату Міннесота. Населення — 73 особи (2020).

## Географія
Данді розташоване за координатами 43°50′39″ пн. ш. 95°28′0″ зх. д. / 43.84417° пн. ш. 95.46667° зх. д. (43.844116, -95.466775).  За даними Бюро перепису населення США в 2010 році місто мало площу 0,80 км², уся площа — суходіл.

## Демографія
Згідно з переписом 2010 року, у місті мешкало 68 осіб у 40 домогосподарствах у складі 17 родин. Густота населення становила 85 осіб/км².  Було 53 помешкання (66/км²).
Расовий склад населення:
| - 100,0 % — білих |

До двох чи більше рас належало 0,0 %. Частка іспаномовних становила 0,0 % від усіх жителів.
За віковим діапазоном населення розподілялося таким чином: 13,2 % — особи молодші 18 років, 57,4 % — особи у віці 18—64 років, 29,4 % — особи у віці 65 років та старші. Медіана віку мешканця становила 50,7 року. На 100 осіб жіночої статі у місті припадало 134,5 чоловіків;  на 100 жінок у віці від 18 років та старших — 136,0 чоловіків також старших 18 років.
Середній дохід на одне домашнє господарство  становив 42 856 доларів США (медіана — 42 500), а середній дохід на одну сім'ю — 43 109 доларів (медіана — 50 313). За межею бідності перебувало 28,5 % осіб, у тому числі 77,8 % дітей у віці до 18 років та 0,0 % осіб у віці 65 років та старших.
Цивільне працевлаштоване населення становило 62 особи. Основні галузі зайнятості: роздрібна торгівля — 19,4 %, будівництво — 14,5 %, науковці, спеціалісти, менеджери — 12,9 %, виробництво — 12,9 %.